# Counselor
Een counselor (Engels, letterlijk raadgever) is een hulpverlener bij problemen en vragen met emotionele (psychosociale) achtergronden. De hulpverlening die een counselor aanbiedt wordt counseling genoemd. In Nederland is een counselor echter geen raadgever, consultant of adviseur. Een counselor behandelt mensen met een tijdelijk psychosociaal probleem. Te denken valt hier aan stressproblematiek, angsten, depressieve gevoelens of relationele problematiek. Een counselor werkt zonder doorverwijzing van een huisarts en er worden geen diagnoses gesteld.

## Opleiding en beroep
In Nederland is een counselor geen beschermd beroep. Dat betekent dat het beroep van counselor een vrij beroep is. Iedereen mag zich dus counselor noemen. Er zijn wel geaccrediteerde opleidingen tot counselor, deze zijn post-hbo- of hbo-bachelorniveau-geaccrediteerd, afhankelijk van de kwaliteit en duur van de opleiding. Counselors die opgeleid zijn bij deze opleidingsinstituten kunnen zich aansluiten bij diverse beroepsverenigingen, kunnen een AGB code aanvragen en worden dan in de aanvullende zorgverzekeringen vergoed bij diverse verzekeraars. Hierdoor valt deze vorm van psychosociale hulpverlening niet onder het eigen risico. Counseling valt onder alternatieve en complementaire zorgverlening.

## Erkende counselors
Belangrijk voor cliënten is dat ze beter met een counselor in zee kunnen gaan die werkt volgens een ethische code (zie ook het artikel over counseling). Counselors die aangesloten zijn bij de beroepsverenigingen van hun vakgebied werken volgens deze code en kennen een klacht of tuchtrecht. Sommige counselors werken in een eigen praktijk, andere counselors werken in organisaties of bedrijven als counselor, psychosociaal medewerker, casemanager, coach of vertrouwenspersoon. Ook wordt er in toenemende mate complementair samengewerkt met psychologen of psychiaters.